# Алатауський сільський округ (Толебійський район)
Алатау́ський сільський округ (каз. Алатау ауылдық округі, рос. Алатауский сельский округ) — адміністративна одиниця у складі Толебійського району Туркестанської області Казахстану. Адміністративний центр — село Алатау.
Населення — 7632 особи (2021; 7502 у 2009, 6996 у 1999, 5701 у 1989).
Станом на 1989 рік існувала Новостроївська сільська рада (села Донгустау, Єкпінді, Жанатурмис, Жанауйим, Карла Маркса, Кизиласкер, Косагаш, Моминай, Нисамбек, Новостройка, Тасарик, Шубарагаш, селища Кольбастау, Скрепльовка). Пізніше села Аккум (колишнє село Кизиласкер), Жанауйим та Моминай утворили окремий Аккумський сільський округ.

## Склад
До складу округу входять такі населені пункти:
| Населений пункт  | Колишні назви | Населення, осіб (1989) | Населення, осіб (1999) | Населення, осіб (2009) | Населення, осіб (2021) |
| ---------------- | ------------- | ---------------------- | ---------------------- | ---------------------- | ---------------------- |
| Алатау, село     | Новостройка   | 1595                   | 1689                   | 1874                   | 1853                   |
| Бургулюк, село   | Скрепльовка   | 40                     | 214                    | 234                    | 266                    |
| Єкпінді, село    | -             | 921                    | 1120                   | 1263                   | 1286                   |
| Жанатурмис, село | -             | 234                    | 360                    | 378                    | 394                    |
| Кайнар, село     | Карла Маркса  | 1127                   | 1399                   | 1407                   | 1353                   |
| Кольбастау, село | -             | 81                     | 24                     | -                      | -                      |
| Корган, село     | Донгустау     | 305                    | 432                    | 499                    | 632                    |
| Косагаш, село    | -             | 435                    | 502                    | 583                    | 619                    |
| Нисамбек, село   | -             | 382                    | 563                    | 588                    | 544                    |
| Шатиртобе, село  | Тасарик       | 263                    | 343                    | 336                    | 345                    |
| Шубарагаш, село  | -             | 318                    | 350                    | 340                    | 340                    |